# فرد نيل
فرد نيل (بالإنجليزية: Fred Neil)‏ هو كاتب أغاني ومغني أمريكي، ولد في 16 مارس 1936 في كليفلاند في الولايات المتحدة، وتوفي في 7 يوليو 2001 في سانت بيترسبرغ في الولايات المتحدة.

## وصلات خارجية
- الموقع الرسمي
- فرد نيل على موقع IMDb (الإنجليزية)
- فرد نيل على موقع ميوزك برينز (الإنجليزية)
- فرد نيل على موقع قاعدة بيانات برودواي على الإنترنت (الإنجليزية)
- فرد نيل على موقع أول ميوزيك (الإنجليزية)
- فرد نيل على موقع ديسكوغز (الإنجليزية)